# John Robert McNeill
John Robert McNeill (Chicago, 6 oktober 1954) is een wereldhistoricus en professor aan de Universiteit van Georgetown. Hij heeft vooral gepubliceerd op het vlak van milieugeschiedenis waar zijn belangrijkste werk Something New Under the Sun: An Environmental History of the Twentieth-Century World is uit 2000. Met zijn vader, de bekende wereldhistoricus William Hardy McNeill, schreef hij The Human Web: A Bird's-Eye View of World History, een geschiedenis van de wereld bekeken vanuit de netwerken en interacties van mensen.